# Leonardo Villagra
Leonardo Villagra (n. Asunción, Paraguay; 2 de septiembre de 1990) es un futbolista paraguayo. Juega como delantero y su equipo actual es Sportivo Ameliano de la Primera División de Paraguay.

## Clubes
Actualizado al último partido disputado el 10 de noviembre de 2023.
| Club                 | País          | Año           | Partidos | Goles |
| -------------------- | ------------- | ------------- | -------- | ----- |
| Sportivo Luqueño     | Paraguay      | 2011-2012     | 6        | 0     |
| Deportivo Capiatá    | Paraguay      | 2012          | 0        | 0     |
| 12 de Octubre F. C.  | Paraguay      | 2013          | 0        | 0     |
| La Equidad           | Colombia      | 2014-2015     | 35       | 13    |
| Sportivo Luqueño     | Paraguay      | 2015          | 4        | 0     |
| Atlético de San Luis | México        | 2015-2016     | 34       | 10    |
| Nacional             | Paraguay      | 2016-2018     | 41       | 10    |
| 3 de Febrero         | Paraguay      | 2018          | 15       | 3     |
| Club River Plate     | Paraguay      | 2019          | 16       | 1     |
| Nacional             | Paraguay      | 2020-2021     | 76       | 25    |
| Orense S. C.         | Ecuador       | 2022          | 30       | 10    |
| Oriente Petrolero    | Bolivia       | 2023          | 21       | 3     |
| Mushuc Runa          | Ecuador       | 2023          | 9        | 1     |
| Sportivo Ameliano    | Paraguay      | 2024-presente |          |       |
| Total carrera        | Total carrera | Total carrera | 287      | 76    |

## Distinciones individuales
| Equipo            | Distinción                                             | Año  |
| ----------------- | ------------------------------------------------------ | ---- |
| Atlético San Luis | Goleador de la Copa MX Clausura 2016 (5 goles)         | 2016 |
| Nacional          | Goleador del Torneo Apertura 2021 (10 goles)           | 2021 |
| Nacional          | Goleador de la Primera División de Paraguay (14 goles) | 2021 |